# Riverdance
 (décembre 2021).
Riverdance est un spectacle théâtral irlandais composé principalement de claquettes irlandaises traditionnelles, de chants, de ballets, et de musique "celtique".
La danse traditionnelle irlandaise se caractérise avant tout par des mouvements rapides des jambes, alors que le reste du corps, tronc et bras restent fixes et très rigides. La particularité du spectacle est le fait que plusieurs danseurs (vingt-huit au maximum) restent absolument synchronisés. Le spectacle est considéré d'origine irlandaise, comme Lord of the Dance.
Le spectacle qui dure approximativement 2 heures et 10 minutes, est actuellement composé de trois troupes : une qui joue en Amérique du Nord (The Boyne), une qui joue chaque été en Irlande (The Foyle), la dernière (The Corrib) joue au Royaume-Uni et en Europe. Tous les noms des troupes Riverdance sont des noms de fleuves et rivières irlandais.

## Histoire
Riverdance est la toute première grande production qui a révélé la culture irlandaise au monde entier. En effet, le 9 février 1995 est créé ce gigantesque spectacle mettant en scène des danseurs irlandais et leurs musiciens dans toute leur splendeur, sur des musiques de Bill Whelan. En 2005, le spectacle âgé de 10 ans est joué par trois troupes dans le monde entier, qui ont émerveillé plus de 18 millions de spectateurs. Et les danseurs ne sont pas tous irlandais puisque la compagnie recrute désormais parmi toutes les nationalités.
Riverdance a effectué une tournée anniversaire en 2007 à travers toute la Grande-Bretagne.
Riverdance est né d'un concours… de circonstances : dans son histoire, le Concours Eurovision de la chanson aura déclenché deux naissances importantes : celle du groupe ABBA en 1974 et celle de Riverdance en 1994.

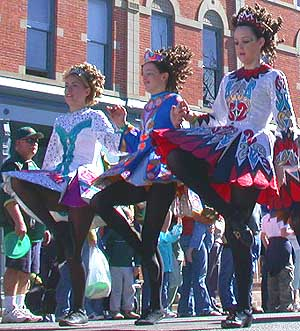
Jeunes filles esquissant des pas de danse traditionnelle irlandaise le jour de la Saint Patrick à Fort Collins, dans le Colorado, aux États-Unis.

Après deux victoires consécutives (1992 et 1993), l'Irlande se préparait à recevoir une nouvelle fois l'Eurovision en 1994 ; ce sera à la nouvelle salle Point Theatre de Dublin.
La RTÉ (chaîne TV de service public) chargea la productrice Moya Doherty de créer un spectacle de sept minutes pour animer l'entracte de l'événement. Elle engagea deux solistes de claquettes et de danse traditionnelle irlandaise, Michael Flatley et Jean Butler, une troupe de 24 danseurs irlandais (dont Breandan de Gallai et Eileen Martin deux des futurs danseurs principaux dans Riverdance) et le groupe vocal Anuna. La composition musicale est confiée à Bill Whelan, compositeur qui a déjà produit et fait les arrangements d'artistes comme U2, Van Morrison et Kate Bush. Michael Flatley en réglera la chorégraphie.
Le 30 avril 1994, pour la retransmission, l'interlude déclenche l'ovation d'une salle debout et survoltée devant 300 millions de téléspectateurs. Les jours suivants, les retombées médiatiques sont dithyrambiques, reléguant au second plan la 3e victoire consécutive du pays à l'Eurovision.
Le single Riverdance sort peu après et restera no 1 dans les hits-parade irlandais pendant 18 semaines ; il se classera parmi les meilleures ventes du Royaume-Uni.
Une vidéo du numéro est produite dans le cadre d'une opération caritative pour le Rwanda et se vend à 100 000 exemplaires.
Moya Doherty, John Mc Colgan (son mari réalisateur) et Bill Whelan saisissent rapidement l'ampleur du phénomène et décident de créer un spectacle complet avec les mêmes intervenants :
- 9 février 1995 : première représentation de Riverdance, the Show au Point Theatre de Dublin (la salle de l'Eurovision) suivie de cinq semaines de représentations qui totalisent 120 000 spectateurs
- 7 avril 1995 : sortie de la vidéo du show qui se classe rapidement no 1 des ventes VHS en Irlande
- 2 juin 1995 : Riverdance, the Show débute quatre semaines de représentations au Labatt's Apollo (Hammersmith de Londres), où l'accueil est identique à celui de Dublin
- 5 juin 1995 : sortie de la vidéo du show en Grande-Bretagne, qui se classe no 1 des ventes dès la deuxième semaine et ce pour sept mois
- 26 juillet 1995 : retour au Point Theatre de Dublin pour six semaines.
- Septembre 1995 : modifications du spectacle avec le remplacement de quelques numéros par de nouveaux pour ce qui va devenir Riverdance - The New Show, entraînant quelques changements au niveau du personnel. Colin Dunne (neuf fois champion du monde et neuf fois champion d'Irlande de danse irlandaise) intègre la compagnie en tant que danseur et chorégraphe. Il met au point avec Tarik Winston Trading tapes, l'amical et spectaculaire duel entre les danseurs irlandais et les danseurs américains. Alors que la nouvelle version de Riverdance se met en place pour le 3 octobre à Londres, Michael Flatley est en négociations difficiles avec la production quant à son nouveau contrat. Les négociations échouent et Michael Flatley quitte Riverdance 24 heures avant la première à Londres. Colin Dunne le remplace in extremis.
- 3 octobre 1995 : Riverdance - The New Show démarre une saison de six semaines à guichet fermé au Labatt's Apollo Hammersmith de Londres. Devant la demande du public, la saison est rallongée une première fois de neuf semaines, suivi d'une nouvelle rallonge de quatre semaines, totalisant 151 représentations. Cette période débute sans Jean Butler, blessée à la cheville, elle est remplacée par Eileen Martin et Arlene Boyle avant son retour aux côtés de Colin Dunne.
- 13 mars 1996 : Riverdance - The New Show est présenté pour la première fois aux États-Unis : une semaine au Radio City Music Hall de New York, pour la fête de la Saint-Patrick. Danseurs principaux : Jean Butler, Colin Dunne et Maria Pages.

## Numéros des chants et des danses exécutés
| Riverdance The Show (1995) (Riverdance, le spectacle) | Riverdance Live From New York City (1996) (Riverdance, en direct de New York) | Riverdance Live From Geneva (2002) (Riverdance, en direct de Genève) | Riverdance Live From Beijing (2010) (Riverdance, en direct de Beijing) |
| --- | --- | --- | --- |
| 1. Reel Around The Sun 2. The Heart's Cry 3. The Countess Cathleen 4. Caoineadh Cú Chulainn 5. Distant Thunder 6. Firedance 7. Riverdance 8. Lift The Wings 9. Freedom 10. The Russian Dervish 11. Home And The Heartland 12. Heartland 13. Riverdance International | 1. Reel Around The Sun 2. The Heart's Cry 3. Women Of Ireland 4. Caoineadh Cú Chulainn 5. Thunderstorm 6. Firedance 7. Slip Into Spring / The Harvest 8. Cloudsong 9. Riverdance 10. American wake 11. Lift The Wings 12. Harbour Of The New World 13. Trading Taps 14. Russian Dervish 15. Oscail An Doras 16. Heartbeat Of The world 17. Homecoming 18. Home And The Heartland 19. Heartland 20. Riverdance International | 1. Reel Around the Sun 2. The Heart's Cry 3. Countess Cathleen 4. Caoineadh Cú Chulainn 5. Thunderstorm 6. Shivna 7. Firedance 8. Slip into Spring - The Harvest 9. Cloudsong 10. Riverdance 11. American Wake 12. Lift the Wings 13. Heal Their Hearts - Freedom 14. Trading Taps 15. Russian Dervish 16. Rí Rá 17. Andalucía 18. Slow Air/The Tunes 19. Home and the Heartland 20. Heartland 21. Finale/ Riverdance International | 1. Reel Around the Sun 2. The Heart's Cry 3. Countess Cathleen – Women of the Sidhe 4. Caoineadh Chú Chulainn 5. Thunderstorm 6. Shivna 7. Firedance 8. Slip into Spring – The Harvest 9. Cloudsong 10. Riverdance 11. American Wake (The Nova Scotia Set) 12. Lift the Wings 13. Heal Their Hearts – Freedom 14. Trading Taps 15. Marta's Dance – The Russian Dervish 16. Rí Rá (Oscail An Doras) 17. Andalucía 18. Slow Air / The Tunes 19. Heartland 20. Finale / Riverdance International |

## Quelques danseurs principaux de Riverdance
- Danse irlandaise :
  - Michael Flatley
  - Jean Butler
  - Colin Dunne
  - Breandán de Gallaí (en)
  - Joanne Doyle (en)
  - Padraic Moyles
  - Aislinn Ryan
  - Pat Roddy
  - Eileen Martin
  - Melanie Roy
  - Conor Hayes
  - Sinéad McCafferty
  - Michael Patrick Gallagher
  - Susan Ginnety
  - Kevin McCormack (en)

- Autres danseurs notables :
  - María Pagés
  - Yolanda González Sobrado
  - Tarik Winston
  - Walter "Sundance" Freeman

## Musiciens
Dans l'esprit des sessions traditionnelles irlandaises, les musiciens jouent sur scène sans partition
- Anúna (en) - vocal ensemble
- Cormac Breatnach - tin whistle
- Máire Breatnach - fiddle
- Ronan Browne - uilleann pipes
- Robbie Casserly - bass, drums
- Áine Uí Cheallaigh - vocals
- Anthony Drennan - guitare
- Noel Eccles - percussion
- Kenneth Edge - soprano sax
- Juan Reina Gonzalez - cantor
- Tom Hayes - bodhrán, spoons
- Eileen Ivers (en) - fiddle
- Declan Masterson (en) - uilleann pipes, low whistle
- Des Moore - acoustic guitar
- Máirtín O'Connor - accordion
- Prionsias O'Duinn - conductor
- Michael McGlynn (en) - choral director
- David Hayes - conductor, piano
- Eoghan O'Neill - bass guitar
- Nikola Parov - gadulka, kaval
- Desi Reynolds - drums, tom-tom
- Rafael Riqueni - guitar
- Davy Spillane - uilleann pipes, tin whistle